# Schloss Le Grand Jardin

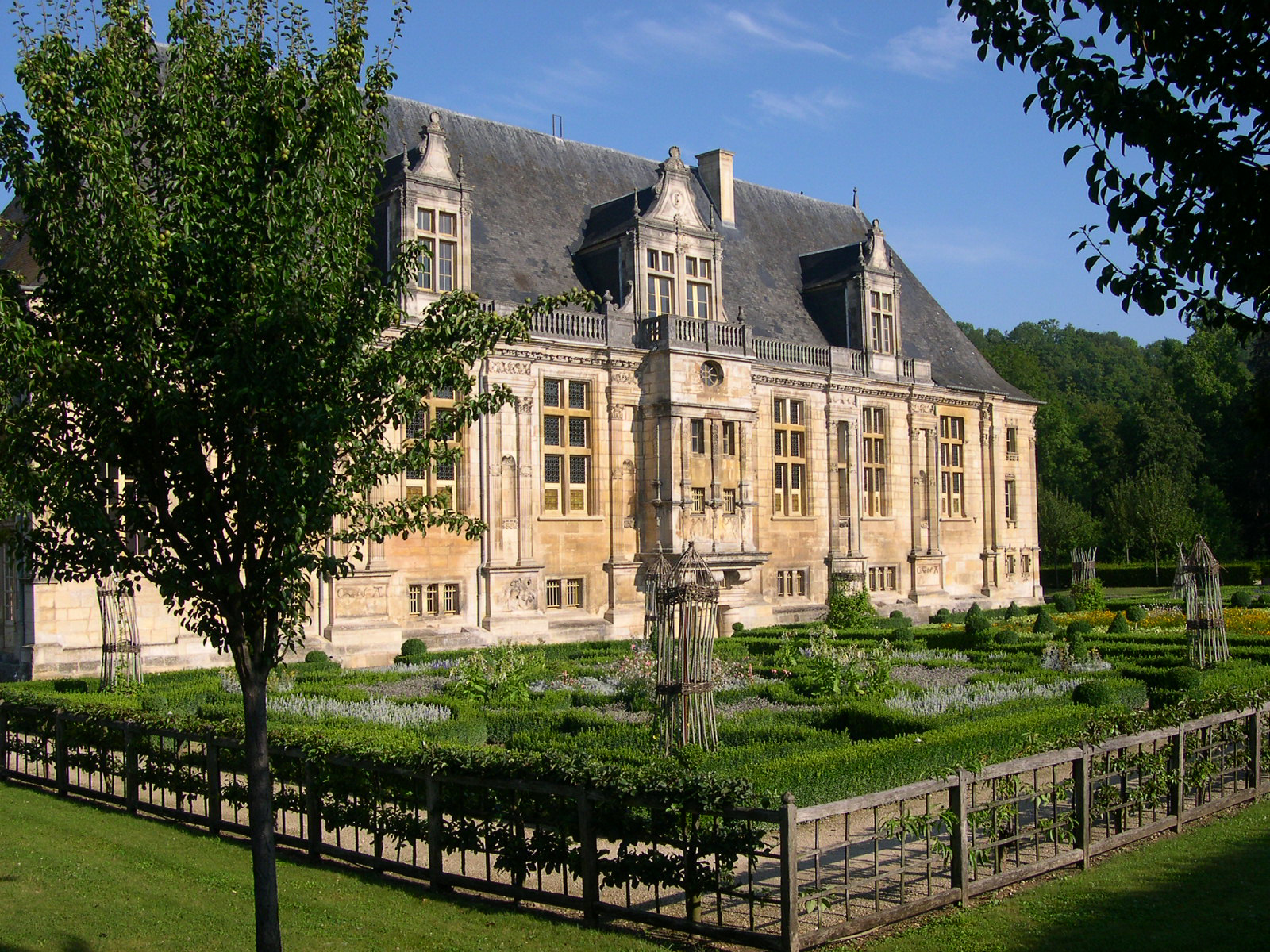
Château du Grand Jardin

Das Schloss Le Grand Jardin (frz. Château du Grand Jardin) war ein Lustschloss, das an die Residenz von Claude de Lorraine, Duc de Guise, in Joinville (Haute-Marne) angebaut war. Er ließ es zwischen 1533 und 1546 als großen Pavillon für Feste und Veranstaltungen errichten. Das Château d'en-bas (Unteres Schloss), wie es zunächst genannt wurde, bildete einen Anbau an die mittelalterliche Schlossfestung oberhalb von Joinville, eine Hochburg des Hauses Guise, die während der Französischen Revolution zerstört wurde. Neben dem großen Festsaal, der das Innere des Schlosses beherrschte, gab es eine Reihe halbprivater Räume, in die sich der Herzog und die Herzogin mit ihren höchsten Gästen zurückziehen konnten; dazu gehörten ein Vorzimmer und ein privaterer Garderobenraum, aber keine Schlafzimmer, da der Sitz des Herzogs, das Schloss von Joinville selbst, in unmittelbarer Nähe lag. Das Schloss Le Grand Jardin diente als großes Banketthaus, das die Macht und das Prestige des Oberhauptes des Hauses Guise angemessen demonstrierte.
Das teilweise verfallene Gelände wurde Anfang der 1980er Jahre vom Conseil Général des Département Haute-Marne erworben. Das Gebäude wurde restauriert, und der im 19. Jahrhundert angelegte große Park wurde wiederhergestellt und neu bepflanzt (siehe Abbildung).
Die Stätte hat auch ihre ursprüngliche Bestimmung als Kulturort wiedererlangt: im Grand Jardin werden Konzerte klassischer Musik, Ausstellungen zeitgenössischer Kunst und Kolloquien veranstaltet. Das Schloss Le Grand Jardin ist derzeit Mitglied des europäischen Netzwerks der Centres culturels de rencontre.

## Architektur
Der Grundriss des Schlosses, das nach französischer Art von einem Wassergraben umgeben ist, besteht aus einem rechteckigen Corps de Logis ohne Flügel und Nebengebäude. Unter dem markanten französischen Schieferdach mit Dachgauben vereint es in reicher Verzierung Elemente des italienischen Baustils.
Das Innere wird von einer großen Empfangshalle beherrscht. Darunter befinden sich Weinkeller und Küchen. Um 1544 wurde in der Nordostecke ein Empfangsraum (chambre d’apparat) hinzugefügt, und 1546 wurde an der Südecke eine Kapelle mit einer Kassettendecke im italienischen Stil errichtet. An den beiden Enden des Gebäudes befinden sich Wendeltreppen, deren Gesimse mit militärischen Motiven und dem fürstlichen Monogramm verziert sind.

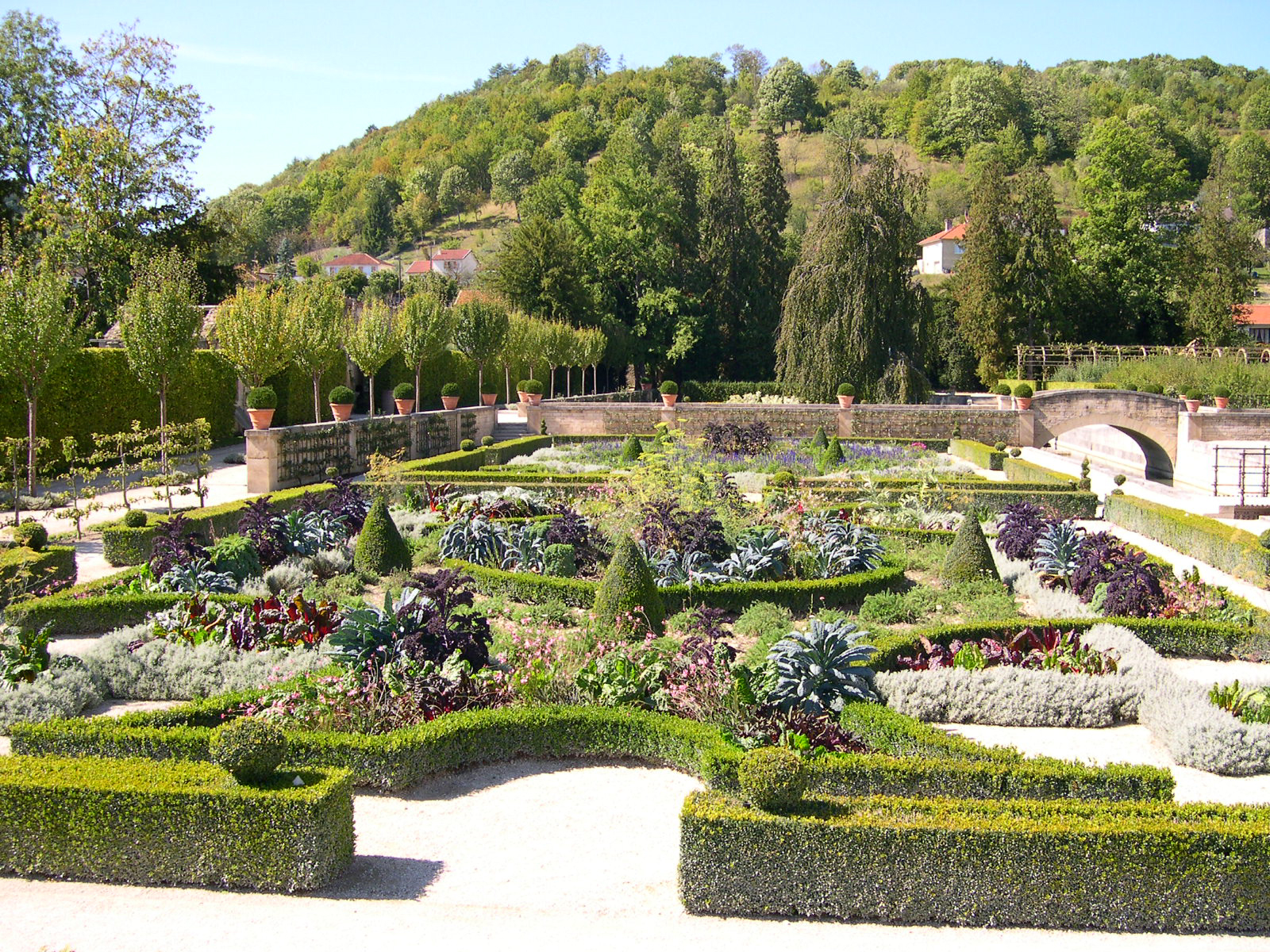
Das restaurierte Parterre, bepflanzt mit exotischen tropischen Pflanzen in Silber und Bronze, verbindet die Gartenstile des 16. und 19. Jahrhunderts

## Garten
Der bemerkenswerte Garten, der heute prächtig restauriert ist, zählte einst zusammen mit dem von Schloss Villandry (Indre-et-Loire) und Schloss Chamerolles (Chilleurs-aux-Bois, Loiret) zu den großen französischen Gärten des 16. Jahrhunderts. Nachdem das Gelände 1856 von dem Gießereimeister Pierre Salin Capitaine erworben worden war und im 19. Jahrhundert einem englischen Park weichen musste, wurde das Parterre in den 1990er Jahren vollständig umgestaltet, um der Maison de plaisance einen Rahmen zu geben, der ihrem festlichen Charakter entspricht. Auf einer Fläche von etwa vier Hektar werden die geformten Kompartimente durch Quadrate ergänzt, die mit Blumen für den Altar sowie Duft- und Heilkräutern bepflanzt sind. Eine Sammlung von 365 Obstbäumen – in ihrem natürlichen Zustand oder als freistehende Bäume, Spalierbäume an den Wänden oder freistehende Palisaden in Form von Bäumen (palissades en treillage)  – umschließt das Parterre; es handelt sich um traditionelle Apfel-, Birnen-, Quitten-, Kirsch- und Pflaumenarten.
Auch der englische Park ist erhalten geblieben, als eine Art Arboretum mit Solitärbäumen, darunter chinesischem Ginkgo biloba, amerikanischen Sumpfzypressen, Amberbäumen und Tulpenbäumen sowie dem Mammutbaum Metasequoia. Wasser ist ein wichtiges Element: Die Quelle speist einen Kanal, der den Garten durchquert und die Wassergräben füllt, und fließt dann als natürlicher Bach durch den Park zu einem kleinen Teich.
Obwohl der Garten 1544 von den Truppen Kaiser Karls V. verwüstet wurde, wurde er für den Besuch von Franz I. 1546 wiederhergestellt; der Garten in seiner Blütezeit wurde von dem Dichter Rémy Belleau, einem Mitglied der Pléiade, der als Tutor von Charles, dem Sohn des Marquis d’Elbeuf, diente, beschrieben als «Le plus beau et le plus accompli qu'on pourrait souhaiter... soit pour le comptant d’arbres fruitiers... soit pour la beauté du parterre» – „das Schönste und Vollendetste, was man sich wünschen kann, sei es für die Anzahl seiner Obstbäume oder für die Schönheit des Parterres.“